# Aranymellényes repülőkutya
Az aranymellényes repülőkutya (Pteropus pumilus) az emlősök (Mammalia) osztályának a denevérek (Chiroptera) rendjéhez, ezen belül a nagydenevérek (Megachiroptera) alrendjéhez és a repülőkutyafélék (Pteropodidae) családjához faj.

## Elterjedése, élőhelye
Indonézia és a Fülöp-szigetek területén honos. A trópusi és a szubtrópusi erdőkben találkozhatunk vele.

## Megjelenése
A kifejlett példányok testtömege 0.2 kg.

## Természetvédelmi állapota
Élőhelye elvesztése fenyegeti. A Természetvédelmi Világszövetség vörös listáján a mérsékelten veszélyeztetett kategóriában szerepel.

## Külső hivatkozás
- Képek interneten a fajról